# 騰訊地圖
腾讯地图，前稱SOSO地图，是由腾讯公司推出的一種地图服务。用户可以從地图中看使用矩形地图、地形图、卫星地图和街景地图。
腾讯公司在2012年12月13日首先推出了中國第一家街景地图服务。对于该服务所覆盖的地区，用户可以观看到所選擇城市街道的高清全景图像。截至2015年2月11日，腾讯地图中的街景共覆盖267个市、地区及特别行政区。腾讯地图的街景自上线以来，保持着平均每月上線一批城市的速度。在微信5.0版本中，更加入“微信扫街景”的功能。在2013年11月中，SOSO街景地图的官方微博更率先改名「騰訊地圖」。在11月底，SOSO街景地图的官方论坛也在首页顶登出“腾讯地图”的标志。12月12日，由SOSO街景地图正式更名为腾讯地图，并发布新Logo“北极燕鸥”。腾讯地图此次以“北极燕鸥”为Logo，打造“怀抱理想，勇于探索”的品牌理念，更新速度較對手超前。
2014年，腾讯地图拍摄了香港的街景地图，这也是其第一次进入中国内地之外地区拍摄。

## 地图程碑

### 2011年之前
- 腾讯旗下SOSO推出地图服务。

### 2011年
- SOSO地图推出街景，与此之前，中国国内街景服务处于缺乏监管的状态，有城市吧、我秀中国等多家街景服务供应商。但后来因国内制定地图街景行业规则，所有街景暂时下线[3]。

### 2012年
- 12月13日，SOSO街景地图成功通过国家审查，再次上线，为国内唯一通过国家审查的街景服务供应商。

### 2013年
- 4月：SOSO地图成为首家正式获得国家许可运营的街景服务供应商。
- 9月16日，搜搜被併入搜狗，但旗下的SOSO地圖得到保留。
- 11月27日：腾讯地图发布了深圳宝安国际机场新航站楼及其地面交通中心（GTC）的内部街景，成为全球首家在深圳宝安国际机场拍摄街景的街景供应商。（此为其拍摄的第二个机场内部街景，第一个机场内部街景为克拉玛依机场）
- 12月12日：腾讯在北京正式宣布SOSO地图更名为腾讯地图。同时，騰訊街景地圖的街景车走过了100个城市，並公开發佈。当天騰訊街景地圖正式發佈第100个城市——三沙市。

### 2014年
- 1月15日：腾讯地图发布了2014年第一批街景城市。本批街景城市同时也是省会城市全覆盖后的第一批城市，代表着腾讯街景地图正向着二三线城市进发。
- 4月17日：腾讯地图推出香港街景，为腾讯地图第124个上线城市。同时，本批街景亦创下了腾讯地图多个第一的记录（包括：为腾讯地图第一个中国大陆以外上线城市；第一个与谷歌地图「正面交锋」的城市；第一个采用三维镭射技术进行香港街景测绘的地图[4]等等。）
- 4月25日：腾讯地图将地图服务商由高德地图更换为四维图新[5]。
- 5月5日：腾讯11.73亿元入股地图服务商四维图新，并占股11.28%，成为第二大股东[6]。
- 6月10日：腾讯实时公交登场，有深圳和杭州两个城市。
- 8月1日：腾讯街景地圖第21批次上線，浙江省成爲第一個所有地級市上線的省份。
- 8月25日：腾讯实时公交推出重慶市。

### 2015年
- 1月2日：騰訊地圖时隔4個月後，再次上線城市街景。官方對此沒有正面回應，但有傳聞是官方不發許可證予騰訊地圖，所以數月都沒有城市街景上線。（數月來只有高速公路、国道街景以及步行街街景和景點街景上線。）
- 1月16日：騰訊地圖推出的街景城市超過200個。
- 1月22日：騰訊地圖主頁更新界面。

## 地图功能
用户可以使用腾讯地图的矩形图用以查询公交、路线（步行、乘车、自驾）和测距等，更可使用地形图、卫星图和由专业设备采集的街景图用以査找更精確的目标和地形。

## 街景
腾讯地图由2011年起的提供街景功能，吸取国內外同类产品的教训、腾讯地图对公众信息采取最严格的隐私处理，包括对于采集车拍摄到人、车、敏感区域及部分公共场所信息进行模糊化或纹理移植，对此腾讯地图组建专门团队进行处理，凡涉及到以上私密问题均通过先程序、后人工审核的方式进行，以保护用户隐私，再经过主管部门审核合格后发布上线。

### 拍摄
腾讯地图街景師团队在全国分别以不同的方式进行拍摄，包括船拍、车拍和人力拍的方式拍摄街景。

### 使用方法
- 开始：将地图放大到最大级别或者在地图的界面上方点击“街景”之后，有街景服务的道路边缘会变蓝，点击这些道路即可进入街景界面。刚开始表示街景的蓝色线路是在有街景的道路旁画上蓝色边框，后来改为像谷歌街景一样，涂满道路的蓝色线路。2014年4月25日改为浅蓝色线路。
- 使用：主界面是所选地点从某一个角度看上去时的街景，可以用鼠标自由旋转。主界面下方有一个沿着道路的方向伸展的箭头，点击这些箭头可以切换到相邻的下一个拍摄点的街景。一般来说，在中心城区内，相邻两个拍摄点之间的距离为10米（有些道路拍摄距离为20米甚至30米）。也就是说，每按一次箭头向前或向后10米。通过点击空白地面可以一次走更大的距离，最多可达数百米。而且，界面亦可以使用键盘操作，例如可以通过按上下箭头键代替点击页面上的箭头，而左右键则是转换方向。

### 用途
通过騰訊地图的街景，用户可以实现网上虚拟旅游，也可以在前往某地之前了解该地点的周边环境，从而更容易找到目的地。同时，街景地图亦可为购租房屋提供参考信息。

### 城市與道路上线时序
騰訊地图自推出以来就不断扩大街景覆盖的范围，上图所示的為騰訊地圖的覆盖地区（上圖可能不是騰訊地圖最新情況）而下表列出的是該地区的上线时序
- 此列表内信息截至2016年6月16日，共上线大中华地区296座城市和地区，其中中國大陸295座和屬於境外地區的香港。

| 上线 批次 | 推出日期              | 城市 |
| --------- | --------------------- | --- |
| 1         | 2012年12月13日        | 北京市 上海市 广东省：广州市、深圳市 陝西省：西安市 西藏自治区：拉萨市 |
| 2         | 2013年3月20日         | 雲南省：大理白族自治州、丽江市、迪庆藏族自治州 西藏自治区：昌都地区、山南地区、林芝地区、日喀则地区 河北省：承德市（注4）、张家口市 江西省：上饶市：婺源县： 海南省：三亚市 |
| 3         | 2013年4月1日          | 北京市：更多地区 |
| 4         | 2013年4月12日         | 新疆维吾尔自治区：克拉玛依市 |
| 5         | 2013年4月24日         | 湖北省：武汉市 四川省：成都市 江苏省：南京市 雲南省：昆明市 海南省：海口市 钓鱼岛 |
| 6         | 2013年5月29日         | 浙江省：杭州市 江苏省：苏州市、无锡市 福建省：福州市、厦门市 湖南省：长沙市 广东省：珠海市、中山市、东莞市、佛山市 |
| 7         | 2013年7月11日         | 上海市：更多地区 广东省：广州市：更多地区 重庆市 浙江省：宁波市 广东省：江门市、惠州市、汕头市 河南省：郑州市 |
| 8         | 2013年8月8日          | 天津市 江西省：南昌市 河北省：石家庄市 山西省：太原市 广西壮族自治区：南宁市 |
| 9         | 2013年8月23日         | 辽宁省：沈阳市 |
| 10        | 2013年8月26日         | 山东省：济南市、青岛市 内蒙古自治区：呼和浩特市 |
| 11        | 2013年9月15日         | 山东省：潍坊市 |
| 12        | 2013年10月21日        | 陝西省：西安市：更多地区 安徽省：合肥市 新疆维吾尔自治区：乌鲁木齐市 黑龙江省：哈尔滨市 吉林省：长春市 辽宁省：大连市 |
| 13        | 2013年10月29日        | 黑龙江省：牡丹江市、大庆市、齐齐哈尔市、大兴安岭地区 河南省：洛阳市 吉林省：松原市、吉林市、延边朝鲜族自治州：安图县 辽宁省：丹东市、本溪市、鞍山市、抚顺市、錦州市 内蒙古自治区：鄂尔多斯市、呼伦贝尔市、包头市 广西壮族自治区：柳州市 云南省：曲靖市、玉溪市 |
| 14        | 2013年11月11日        | 贵州省：安顺市 |
| ==        | 2013年11月27日        | 广东省：深圳市（更多地区：深圳宝安国际机场新航站楼及GTC） |
| 15        | 2013年12月12日（注3） | 宁夏回族自治区：银川市 吉林省：延边朝鲜族自治州 内蒙古自治区：兴安盟 河北省：秦皇岛市、唐山市、廊坊市、保定市、邯郸市、承德市（注4） 陕西省：宝鸡市、咸阳市、汉中市 山东省：烟台市、威海市、泰安市、日照市 河南省：开封市、许昌市 青海省：西宁市、海北藏族自治州（注5） 甘肃省：兰州市、嘉峪关市、酒泉市、张掖市、武威市、天水市 贵州省：贵阳市 广西壮族自治区：桂林市 海南省：三沙市、东方市（注5） |
| 16        | 2014年1月15日（注6）  | 新疆维吾尔自治区：吐鲁番地区 江苏省：徐州市 山东省：济宁市 四川省：德阳市 河南省：新乡市、焦作市 山西省：忻州市、大同市 江西省：九江市、景德镇市、吉安市 陕西省：延安市 浙江省：温州市、嘉兴市 湖南省：湘潭市 云南省：更多地区：（包括沿线 214国道、 320国道及 221省道等） 西藏自治区：那曲地区和更多地区：（包括墨脱县及沿线 318国道、 109国道等） 北京市：更多地区 上海市：更多地区 广东省：广州市：更多地区、深圳市：更多地区 |
| 17        | 2014年2月26日         | 北京市：更多地区 上海市：更多地区 浙江省：杭州市：更多地区 广东省：广州市、深圳市：更多地区 湖北省：武汉市：更多地区 江苏省：南京市：更多地区、扬州市 湖南省：张家界市、株洲市 浙江省：台州市、绍兴市 四川省：成都市：更多地区、绵阳市 山西省：长治市、晋中市 |
| 18        | 2014年4月17日         | 香港特別行政區 |
| ==        | 2014年4月25日         | 青海省：格尔木市及沿线 319国道 |
| ==        | 2014年5月14日         | 湖北省：宜昌市：部分长江河段、恩施土家族苗族自治州：全境长江河段 重庆市：部分长江河段 广东省：广州市、深圳市：更多地区 |
| 19        | 2014年5月29日         | 北京市：更多地区 · 上海市：更多地区 · 香港特別行政區:更多地区（新界、九龙、港岛更多道路） · 广东省：韶关市 · 浙江省：舟山市 · 湖南省：湘西土家族苗族自治州 · 四川省：阿坝藏族羌族自治州 · 湖北省：宜昌市、黃冈市 |
| ==        | 2014年6月11日         | 香港特別行政區：更多地区（深港西部通道） |
| 20        | 2014年6月26日         | 北京市：更多地区 · 上海市：更多地区 · 广东省：广州市、深圳市、佛山市：更多地区 · 香港特別行政區:更多地区（新界、九龙、港岛更多道路） · 江西省：贛州市 · 江苏省：连云港市 · 湖南省：衡阳市 · 湖北省：襄阳市、十堰市、鄂州市 · 山西省：晋城市 |
| 21        | 2014年8月1日          | 北京市：更多地区 · 上海市：更多地区 · 香港特別行政區:更多地区（尖沙咀、西貢部分道路） · 广东省：广州市、深圳市：更多地区、清远市 · 江苏省：苏州市：更多地区（常熟市、张家港市）、南通市、镇江市 · 浙江省：金华市、丽水市、衢州市、湖州市 · 安徽省：芜湖市 · 海南省：海口市：更多地区、三亚市：更多地区、 224国道三亚至屯昌段、 314省道三亚至乐东县保国村段。 · 福建省：泉州市、莆田市 · 湖南省：長沙市：更多地区（浏阳市）、岳阳市 · 湖北省：孝感市、黃石市 · 江西省：新余市 |
| 22        | 2014年8月28日         | 北京市：更多地区 · 上海市：更多地区 · 香港特別行政區：更多地区 · 重庆市：更多地区（市区部分道路；涪陵县的部分河段及涪陵816地下核工程；长寿区的长寿湖；云阳县的天下龙缸及部分道路） · 江苏省：苏州市：更多地区（市区、吴江区、太仓市、崑山市周莊） · 广东省：廣州市：更多地区、深圳市：更多地区 · 辽宁省：沈阳市：更多地区 · 四川省：乐山市（乐山大佛及峨眉山市） · 湖北省：武汉市：更多地区 · 云南省：昆明市：更多地区 · 福建省：福州市：更多地区（福清市）、厦门市：更多地区 · 浙江省：杭州市：更多地区、寧波市：更多地区 |
| 23        | 2014年9月11日         | 广东省：梅州市 沈海高速汕头潮阳至惠州惠东段。 潮惠高速公路揭阳段全线。 汕昆高速汕头至梅州兴宁段。 长深高速梅县至惠州段。 |
| ==        | 2014年9月25日         | 北京市：更多地区 上海市：更多地区 重庆市：更多地区（市区） 广东省：廣州市：更多地区；深圳市：更多地区（市區主要幹道、大運中心、龍崗中心區、龍華、 京港澳高速皇崗至福永段； 仁深高速公路深圳至惠陽段） 江苏省：苏州市：更多地区 河北省：张家口市：更多地区（市區） 遼寧省： 京哈高速沈阳至省界 吉林省： 京哈高速四平段 湖北省： 沪蓉高速湖北武汉至荆门段 西藏自治區： 219国道阿里地区至日喀则地区段 |
| ==        | 2014年10月24日        | 广东省：河源市：更多地区 |
| ==        | 2014年10月30日        | 北京市：更多地区 上海市：更多地区 广东省：广州市、深圳市：更多地区（深圳坪山站、龙岗区、大鹏新区等等） 重庆市：更多地区（（沪蓉高速：沙坪坝-大足段）、重庆绕城高速） 天津市：更多地区 安徽省：黄山市：更多地区（黟县宏村风景区、西递古民居景区、徽州古城） 西藏自治区：拉萨市：更多地区（市区道路、 202省道林周县段）、那曲地区：更多地区（ 317国道那曲县-巴青县段）、昌都地区：更多地区（ 317国道八宿县-昌都县段）、更新 318国道拉萨市-日喀则地区拉孜县段、增加 219国道日喀则地区拉孜县-阿里地区普兰县段 江西省：宜春市：更多地区（宜春明月山） 安徽省：淮北市：更多地区（惠苑路商业街） 河北省：张家口市：更多地区（ 207国道张家口市区-张北县段、 242省道张家口市区-崇礼县段） 遼寧省：鞍山市：更多地區（海城市）、大連市：更多地區（市區、瓦房店市）、 沈海高速（大連-瀋陽段) |
| ==        | 2014年12月26日        | 北京市：更多地區 上海市：更多地區 廣東省：廣州市：更多地區（市區、南沙区、番禺區、花都區更多道路）、深圳市：更多地區 江蘇省：南京市：更多地區 浙江省：杭州市：更多地區、寧波市：更多地區 吉林省：長春市：更多地區 黑龍江省：哈爾濱市：更多地區 哈同高速（哈爾濱市賓縣-方正縣段） 221国道（哈爾濱市賓縣-佳木斯市郊區段） 102国道（哈爾濱市雙城市-長春市寬城區段) 202国道（哈爾濱市南崗區-吉林市龍潭區段) 301国道（哈尔滨尚志市-牡丹江市愛民區段) 302国道（松原市農安縣-吉林市船營區段) 撫長高速公路（四平市-白山市靖宇县段) 廣樂高速公路（廣州-韶關段) 杭新景高速公路（杭州市-衢州市龙游县段) 沪昆高速（杭州市-衢州市龙游县段) 杭新景高速公路（杭州市段） 杭州湾环线高速（杭州市-寧波市段） |
| 24        | 2015年1月2日          | 江蘇省：鹽城市、淮安市 福建省：三明市、南平市、漳州市、龍巖市 山東省：淄博市、棗莊市 安徽省：宣城市、池州市、安慶市、馬鞍山市、黄山市 江西省：宜春市 內蒙古自治區：赤峰市 湖南省：常德市、懷化市、益陽市 湖北省：咸宁市 廣東省：河源市 四川省：攀枝花市、乐山市、涼山彝族自治州 遼寧省：葫蘆島市 |
| 25        | 2015年1月9日          | 江蘇省：宿遷市、常州市 安徽省：、淮北市 內蒙古自治區：通遼市 河南省：平頂山市、鶴壁市、濮陽市、南陽市、商丘市、信陽市、駐馬店市 四川省：眉山市 遼寧省：營口市、阜新市、盤錦市 |
| 26        | 2015年1月15日         | 安徽省：亳州市、宿州市、六安市、淮南市 山西省：陽泉市 內蒙古自治區：烏蘭察布市、錫林郭勒盟 河北省：邢台市、滄州市、衡水市 河南省：安陽市 四川省：自貢市、宜賓市 雲南省：昭通市 西藏自治區：阿里地區 陝西省：榆林市、渭南市 寧夏回族自治區：石嘴山市 遼寧省：遼陽市 |
| ==        | 2015年1月             | 重慶市：更多地區（江津區部分道路） |
| 27        | 2015年2月11日         | 北京市：更多地區（順義區、房山區道路） 上海市：更多地區（上海市區道路） 天津市：更多地區（津南區、寶坻區、靜海縣、薊縣道路） 廣東省：廣州市更多地區（南沙区、番禺區道路）、深圳市更多地區、東莞市更多地區（東莞數鎮道路） 江蘇省：南京市更多地區（南京市區道路）、無錫市更多地區（無錫市區道路） 浙江省：寧波市更多地區（寧波市區道路）、杭州市更多地區（下城區、上城區道路） 安徽省：滁州市 山東省：濟南市更多地區（濟南市區道路）、青島市更多地區（青島市區道路）、德州市、聊城市、東營市、菏澤市 江西省：上饒市 山西省：朔州市、呂梁市、臨汾市、運城市 內蒙古自治區：阿拉善盟、烏海市 河南省：鄭州市更多地區（鄭州市區道路）、漯河市、周口市 湖北省：荊門市 四川省：成都市更多地區（成都市區道路）、廣安市、遂寧市、廣元市、內江市 貴州省：遵義市 甘肅省：定西市、平涼市 寧夏回族自治區：中衛市、吳忠市 新疆維吾爾自治區：阿勒泰地區 遼寧省：朝陽市 吉林省：通化市、四平市、遼源市、白山市、白城市 黑龍江省：301国道（哈尔滨——亚布力段）綏化市、黑河市、伊春市、鶴崗市、雙鴨山市、七台河市、雞西市、佳木斯市 |
| 28        | 2015年5月8日          | 安徽省：阜阳市 寧夏回族自治區：固原市 甘肅省：金昌市 湖北省：荆州市 四川省：泸州市、南充市 福建省：宁德市 江蘇省：泰州市 雲南省：文山壮族苗族自治州 廣東省：湛江市 |
| ==        | 2015年5月             | 夏蓉高速（重慶至成都段） 福詔高速（福州至莆田仙游段） 平潭連接線（福州福清至平潭段） 寧杭高速公路（無錫宜興至南京江寧段） S68（青島即墨至威海文登段） |
| 29        | 2015年6月20日         | 雲南省：西雙版納傣族自治州 四川省：達州市 山東省：濱州市 廣東省：茂名市 新疆維吾爾自治區：伊犁哈薩克自治州 湖南省：永州市 貴州省：銅仁市、黔東南苗族侗族自治州 江西省：鷹潭市、撫州市 河南省：三門峽市 海南省：縣級萬寧市部分道路 |
| 30        | 2015年11月28日        | 廣西壯族自治區：欽州市 |
| 31        | 2016年4月25日         | 四川省：雅安市 湖北省：縣級仙桃市 山東省：臨沂市 |
| 32        | 2016年4月25日         | 廣西壯族自治區：貴港市、玉林市 海南省：縣級澄邁縣 湖南省：婁底市 陝西省：商洛市 |

注1：此列表会随着騰訊地圖的城市推出而有所变化，一切以官方上线時間为准。

注2：没有寫上上线批次的方格代表爲非官方公佈的推出，例如城市道路更新，由於這些地區官方並沒有對外公開推出時間，故以該項目的上線時間爲準。

注3：該批次曾于11月27日出现代表有街景的蓝线，但翌日被取消。该批街景在12月11日连同11月27日未有出现代表有街景蓝线的海南省东方市和三沙市灰度上线，並于12月12日正式上线。

注4：承德市市区及其下属县市（丰宁满族自治县和围场满族蒙古族自治县）在11月28日暂时下线，並在12月11日再度上线，而覆盖范围也被原来更广。（承德市街景本来只覆盖承德市市区的部分主要道路，覆盖范围有限，新的除包括原来的範圍外，更包括承德市区的大部分道路，隆化县和承德县主要道路。）

注5：海北藏族自治州和东方市实际在12月11日與同批次城市同步上线，但並未在街景官网宣传。

注6：2014春节前为灰度（未對外宣傳下）上线，在春节期间正式上线。

注7：在27批次中，城市拍攝時間主要在2014年9-10月。該方格中，的市區道路，表示在該市更新的地方繁多，未能完全記錄，故簡略。

### 非官方公布城市的实际覆盖情况
騰訊地图的采集车在道路拍摄街景的时候往往会因为种种原因而使街景车进入到邻县（市）的地界，或是要拍摄两个不相连城市的连接公路而进入邻县（市）的地界。下表显示的为非官方公佈城市的实际覆盖情况的列表。
此列表会随着騰訊地圖的推出上线城市而有所变化。

注：本列表只收录非官方公布而又有上述情况的地区。
| 省份             | 城市（县）                                                                                 |
| ---------------- | ------------------------------------------------------------------------------------------ |
| 广西壮族自治区   | 百色市：平果县 钦州市：钦北区                                                              |
| 广东省           | 潮州市：湘桥区、潮安区 揭阳市：榕城区、普宁市、惠来县 汕尾市：海丰县 阳江市：阳东县        |
| 贵州省           | 黔南布依族苗族自治州：长顺县                                                               |
| 云南省           | 楚雄彝族自治州：楚雄市、禄丰县、南华县                                                     |
| 新疆维吾尔自治区 | 巴音郭楞蒙古自治州：和静县 昌吉回族自治州：昌吉市、阜康市 五家渠市                         |
| 青海省           | 海东市：平安县、互助土族自治县 海西蒙古族藏族自治州：天峻县、乌兰县 海南藏族自治州：共和县 |

### 腾讯街景地图室內景及户外景点
除上述列表外，腾讯街景地图也对全国著名的景点、公园、学校、酒店、博物馆等进行了单点采集和连续采集。

### 街景车踪迹
腾讯地图自推出街景以來一直不断加快覆盖的步伐，而官方也曾表示腾讯地图的目标是覆盖全国的街景。
以下城市根据网友在所在城市看见的街景车踪迹而列出，列表中之城市会于城市完整上线后除名。
| 省份           | 城市           | 引文 |
| -------------- | -------------- | ---- |
| 广东省         | 阳江市、揭阳市 |      |
| 广西壮族自治区 | 北海市         |      |
| 辽宁省         | 铁岭市         |      |

### 附加功能
为了让用户增加在游览街景的趣味性，腾讯地图在街景上增加“日夜景”和“時間倒流”等功能。同时腾讯地图也是世界上首家提供夜间街景和時間倒流服务的街景地图供应商。

#### 日景/夜景
提供该路段的地区的的日景和夜景。若该路段有提供夜景图片（覆盖街景视图的道路中显示黄线道路），界面左上角就会出现一個“月亮”按钮，点击即可查看夜景街景。当然也有一些地方只有夜景，没有日景，例如重庆聚贤岩立交桥下的一段江边道路以及北京鸟巢和水立方之间的道路等，其界面左上角是沒有“太陽”按钮的。

#### 時間倒流
提供该路段的地区的歷史图片。若该路段有提供歴史图片的话，界面左上角就会出现一個“時間計”按钮，点击即可查看之前拍摄的街景视图。

#### 自动前进
按“尖箭头”自动前进，目前提供此功能的城市有北京和上海。

## 移動版
騰訊地圖分别在App Store和应用宝等平台上推出移動版應用。

## 问题
腾讯地图上线以来，尽管得到了诸多好评，但是仍然存在着诸多问题。腾讯街景的上线速度一直受到人们诟病，比如从2014年9月到2015年1月的一大段时间，腾讯街景一直没有新城市上线，此举导致腾讯街景覆盖城市数量一度被竞争对手百度超越，直至2015年1月2日腾讯上线了新一批城市，但是却出现了新城市覆盖范围过少的问题。且腾讯地图的路线规划不甚完善，以致出现了引导用户“走弯路”的现象，规划的行走路线比实际最近路线多出了近20多公里。腾讯地图的官方论坛一直存在着所谓“外交辞令”现象，即所有的用户反馈，腾讯论坛管理均以同一句话应答，遭到了许多用户的不满。腾讯地图的地图底图一直不完善，至今许多用户反馈均无果，一些新的地理信息仍不能即使更新等。
腾讯地图至今未开发Windows Phone版本的APP，令使用该手机系统的用户無法享受騰訊地圖的服務。

## 相关事件
2016年3月初，腾讯地图大量移除了国道、省道以及高速公路的街景，仅留下城市或县城的道路街景，至今未有恢复上述街景。移除之前并未有相关公告，疑似是受审查所迫。自从移除街景之后，街景地图的更新明显慢了许多。